# Segundo Gobierno Hermoso
El Segundo Gobierno Hermoso es la composición del gobierno de las Islas Canarias desde el 19 de julio de 1995, hasta el 13 de julio de 1999 durante la IV legislatura del Parlamento de Canarias. Estuvo presidido por Manuel Hermoso.

## Historia
Después de que Coalición Canaria quedase como primera fuerza en el Parlamento de Canarias tras las elecciones del 28 de mayo de 1995 por primera vez, Manuel Hermoso es investido como Presidente del Gobierno de Canarias  gracias a los votos del Partido Popular y Agrupación Herreña Independiente en el Parlamento. La composición del Segundo Gobierno Hermoso comenzó el 19 de julio de 1995.
El gobierno estuvo formado por 10 consejerías en total y 1 vicepresidencia.

## Composición

### Inicial
| Función                                               | Titular                                  | Titular                                     | Partido |
| ----------------------------------------------------- | ---------------------------------------- | ------------------------------------------- | ------- |
| Presidente del Gobierno                               |                                          | Manuel Antonio Hermoso Rojas                | CC      |
| Vicepresidente                                        |                                          | Lorenzo Olarte Cullen                       | CC      |
| Consejero de Turismo y Transportes                    |                                          | Lorenzo Olarte Cullen                       | CC      |
| Consejero de Presidencia y Relaciones Institucionales |                                          | Antonio Ángel Castro Cordobez               | CC      |
| Consejero de Educación, Cultura y Deportes            |                                          | José Mendoza Cabrera                        | CC      |
| Consejero de Sanidad y Consumo                        |                                          | Julio Bonis Álvarez                         | CC      |
| Consejero de Economía y Hacienda                      |                                          | José Carlos Francisco Díaz                  | CC      |
| Consejero de Política Territorial                     |                                          | Antonio Fernando González Viéitez           | CC      |
| Consejero de Agricultura, Pesca y Alimentación        |                                          | Alonso Arroyo Hodgson                       | CC      |
| Consejero de Empleo y Asuntos Sociales                |                                          | Víctor Manuel Díaz Domínguez                | CC      |
| Consejero de Obras Públicas, Vivienda y Aguas         |                                          | Gabino Jiménez Benito (Hasta el 20/11/1995) | CC      |
| Consejero de Obras Públicas, Vivienda y Aguas         | José Carlos Francisco Díaz (Interino)    | CC                                          |         |
| Consejero de Obras Públicas, Vivienda y Aguas         | Luis Suárez Trenor (Desde el 23/11/1995) | CC                                          |         |
| Consejero de Industria y Comercio                     |                                          | José Manuel Fiestas Coll                    | CC      |

### Reforma del 21 de mayo de 1996
Tras las elecciones generales celebradas en marzo de 1996, el PP y CC llegan a un acuerdo que permite investir a José María Aznar como Presidente del Gobierno de España. Tras ello, el grupo popular autonómico y los nacionalistas concluyen las negociaciones iniciadas con la investidura de Hermoso un año antes con la entrada al gobierno de cuatro consejeros del Partido Popular, que tomaron posesión de su cargo el 21 de mayo de 1996.
| Función | Titular                                                           | Titular                                                | Partido |
| --- | ----------------------------------------------------------------- | ------------------------------------------------------ | ------- |
| Presidente del Gobierno                                                                                    |                                                                   | Manuel Antonio Hermoso Rojas                           | CC      |
| Vicepresidente                                                                                             |                                                                   | Lorenzo Olarte Cullen                                  | CC      |
| Consejero de Turismo y Transportes                                                                         |                                                                   | Lorenzo Olarte Cullen                                  | CC      |
| Consejero de Presidencia y Relaciones Institucionales                                                      |                                                                   | Ignacio Manuel González Santiago (Hasta el 20/05/1997) | PP      |
| Consejero de Presidencia y Relaciones Institucionales                                                      | Lorenzo Alberto Suárez Alonso (Desde el 20/05/1997)               | CC                                                     |         |
| Consejero de Educación, Cultura y Deportes                                                                 |                                                                   | José Mendoza Cabrera                                   | CC      |
| Consejera de Política Territorial Consejera de Política Territorial y Medio Ambiente (Desde el 07/03/1997) |                                                                   | María Eugenia Márquez Rodríguez                        | PP      |
| Consejero de Sanidad y Consumo                                                                             |                                                                   | Julio Bonis Álvarez                                    | CC      |
| Consejero de Economía y Hacienda                                                                           |                                                                   | José Carlos Francisco Díaz                             | CC      |
| Consejero de Agricultura, Pesca y Alimentación                                                             |                                                                   | Eduardo Jordán Martinón (Hasta el 20/05/1997)          | PP      |
| Consejero de Agricultura, Pesca y Alimentación                                                             | Rafael de León Expósito (Desde el 20/05/1997 hasta el 30/10/1997) | PP                                                     |         |
| Consejero de Agricultura, Pesca y Alimentación                                                             | Gabriel Mato Adrover (Desde el 30/10/1997)                        | PP                                                     |         |
| Consejero de Empleo y Asuntos Sociales                                                                     |                                                                   | Víctor Manuel Díaz Domínguez                           | CC      |
| Consejero de Obras Públicas, Vivienda y Agua                                                               |                                                                   | Antonio Ángel Castro Cordobez                          | CC      |
| Consejero de Industria y Comercio                                                                          |                                                                   | Francisco de la Barreda Pérez (Hasta el 04/08/1998)    | PP      |
| Consejero de Industria y Comercio                                                                          | Alfredo Vigara Murillo (Desde el 04/08/1998)                      | PP                                                     |         |